# الساخنة

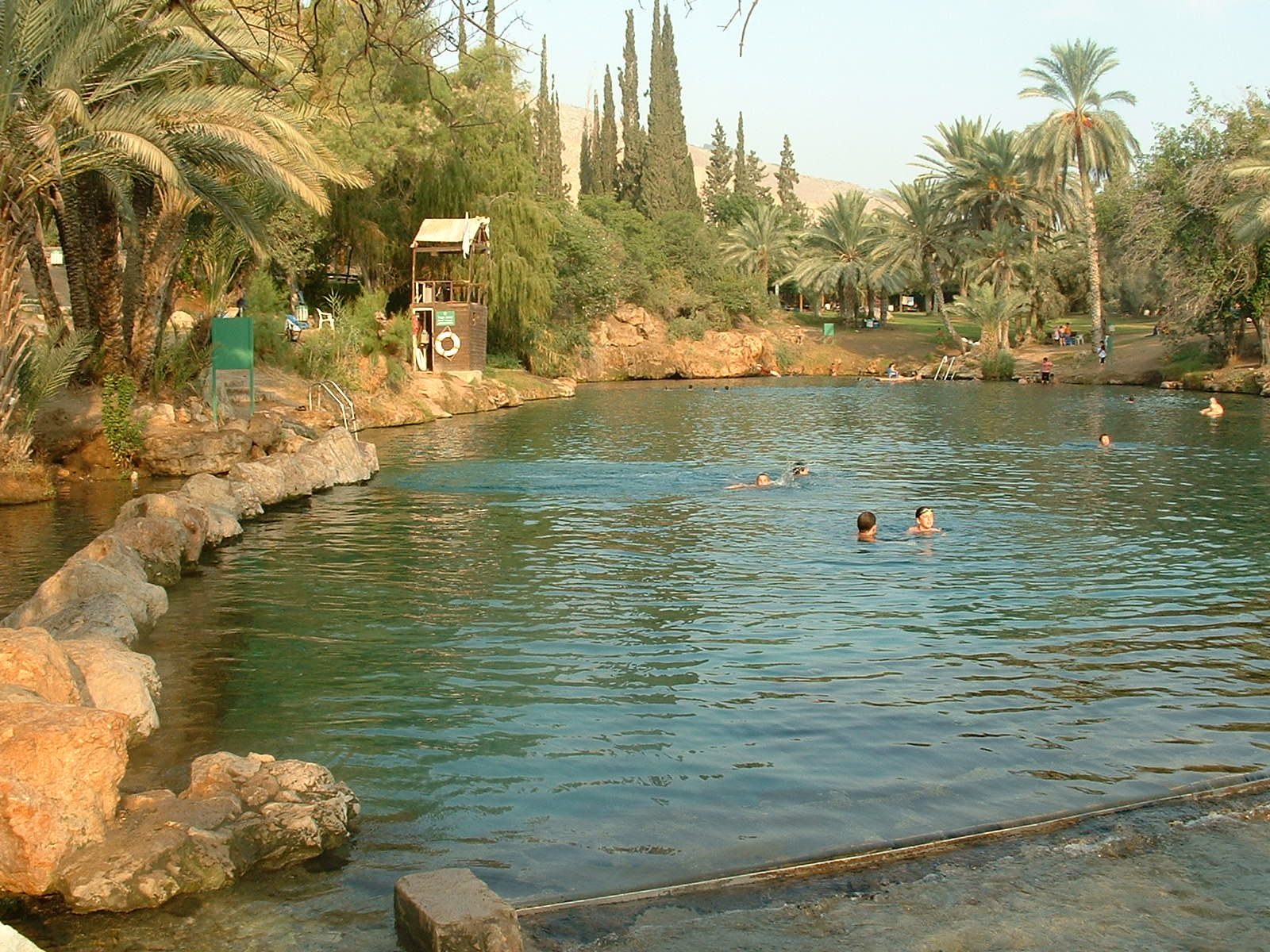
الساخنة

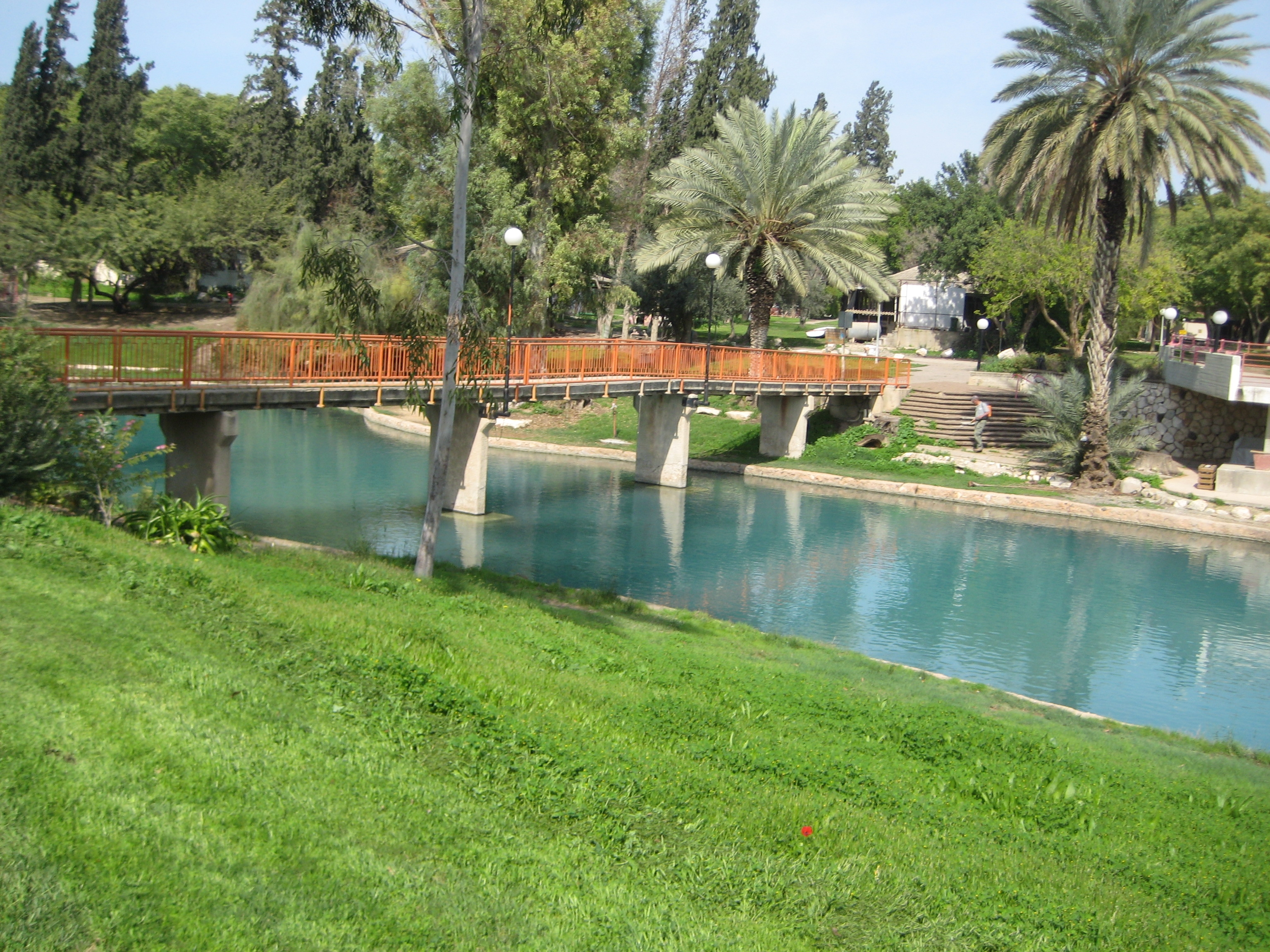
مستعمرة تل أمل

الساخنة هي قبيلة بدوية. تقع مساكن عرب الساخنة إلى الشمال الغربي من مدينة بيسان. وتخترق هذا التجمع، الذي كان أول الأمر خياماً أو مضارب بدوية، طريق بيسان – العفولة المعبدة الرئيسة. وهناك طريق صالحة للسيارات تتفرع من الطرق السابقة لتصل عين الساخنة بقرية المرصص في شمال بيسان.

## القرية قبل عام 1948
تبعد عن بيسان 10كم. تبلغ مساحة الأراضي التابعة للمساحة 6.400 دونم منها 172 دونماً للطرق والأودية، وتحيط بها أراضي بيسان وتل الشوك*. وتزرع في معظم أراضي الساخنة الكرمة والأشجار المثمرة. وتتركز المساحة المزروعة في الشمال والشمال الغربي من الساخنة في حين تقوم أشجار النخيل في الشرق. وتشغل أشجار الغابات مساحة واسعة إلى الشمال الغربي من أراضي الساخنة، وتمتد بساتين الخضر والفواكه بمحاذاة الضفة اليسرى لنهر جالود. قُدر عدد سكانها عام 1931 بـ 374 نسمة، 530 نسمة في عام 1945، وكان سكانها من عشيرة القروط والمقبل الزبيدي وعرب الصقر. تحتوي القرية على تلال ومواقع أثرية تضم أنقاض وأساسات وأعمدة وأرضيات مرصوفة.وتقع بجوارها خرائب مثل خرائب تل تومس وتل الظهرة الكبيرة وتل الظهرة الصغيرة.
تنخفض الساخنة 90 م عن سطح البحر وتقوم فوق سفوح الحافة الجبلية الغربية لوادي الأردن مشرفة على غور بيسان في الشرق، ويمر بأراضيها نهر جالود. وتضم تلك الحافة الجبلية كلا من جبل للقطاع إلى الغرب من الساحة مباشرة و جبال فقوعة في الشمال الغربي منها. وتكثر العيون المائية في هذه المنطقة، ومنها عين الساخنة وعين العاصي شرقي الساخنة، ثم عين زهرة إلى الشمال الشرقي، وعين الجوسق في الجنوب.

## التهجير
قامت المنظمات الصهيونية المسلحة بهدم القرية وتشريد أهلها البالغ عددهم عام 1948 حوالي (615) نسمة. وكان ذلك في 12/5/1948. ويبلغ مجموع اللاجئين من هذه القرية في عام 1998 حوالي (3776) نسمة.

## القرية اليوم
أقام الصهاينة على أنقاضها كيبوتس تل عمال (نير دافيد). وقد دمر اليهود الساخنة وشردوا أهلها في عام 1948 وأقاموا في موقعها منتجعاً سياحياً أسموه “غان – هاشيلوشا” ومركزاً لتربية الأسماك إلى الشرق من موقع الساخنة.

## المصادر

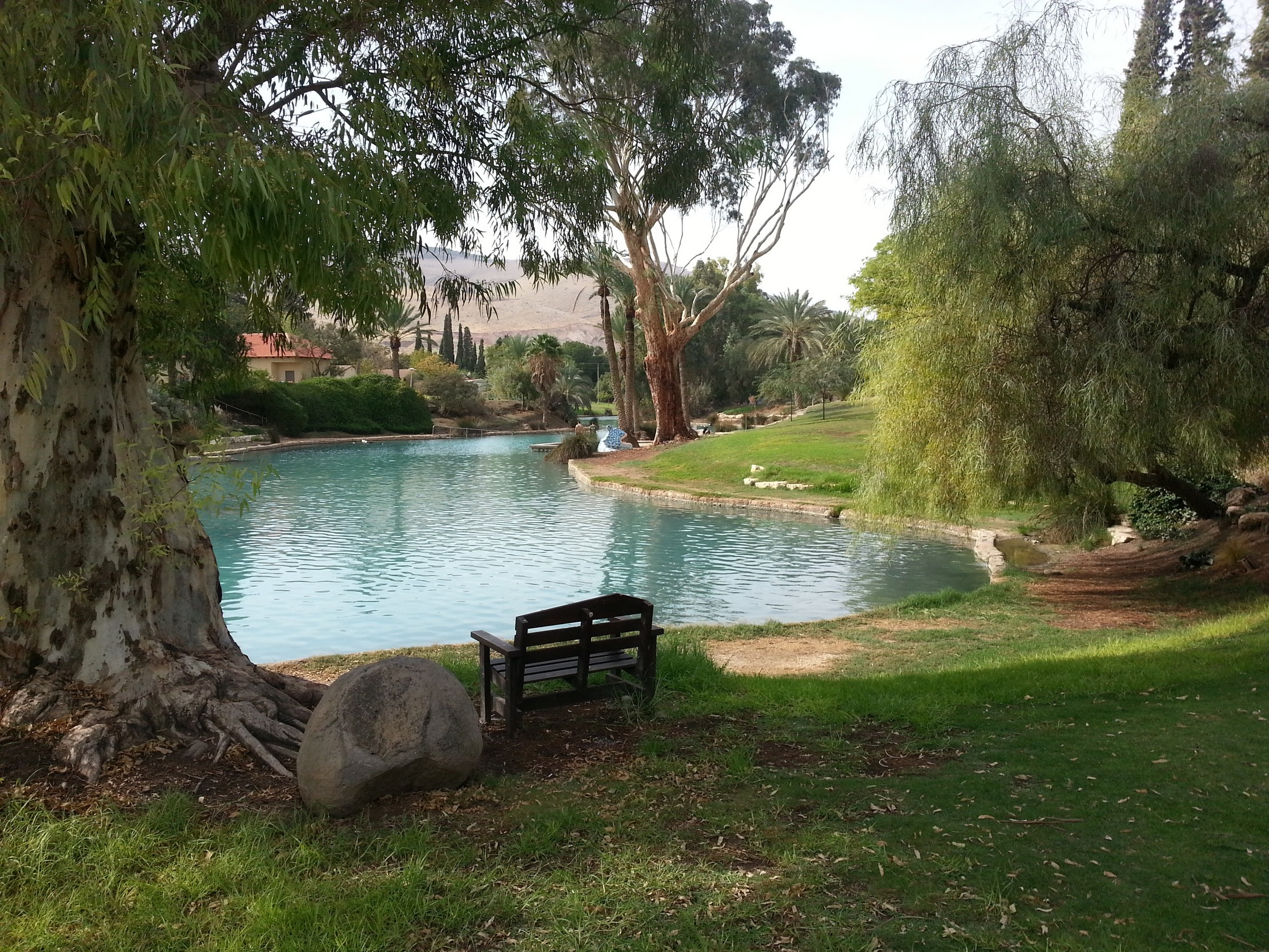
مستعمرة نير دافيد